# Anthurium giganteum
Anthurium giganteum är en kallaväxtart som beskrevs av Adolf Engler. Anthurium giganteum ingår i släktet Anthurium och familjen kallaväxter. Inga underarter finns listade.